# Генерал-майор (США)

Погон генерал-майора Сухопутных войск США на повседневный китель синего цвета

Генерал-майор (англ. Major general) — воинское звание высшего офицерского состава (двухзвёздный генерал) в вооружённых силах США. Соответствует званию «Контр-адмирал» в ВМС США.

## История
Существует в сухопутных войсках ВС США (US Army), Корпусе морской пехоты (US Marine Corps) и ВВС ВС США (US Air Force). Является генеральским званием старших офицеров (двухзвёздочный генерал), с денежным содержанием класса О-8 (около $10 000 в месяц). Звание генерал-майор является званием выше звания бригадный генерал и ниже звания (чина) генерал-лейтенант. Звание генерал-майор эквивалентно званию контр-адмирал в ВМС ВС США и Береговой охране США.
Является высшим постоянным званием в США. Высший офицер, которому присвоено это звание, может занимать должность командира дивизии или приравненые к ней.

## Знаки различия
Применялись и применяются следующие знаки различия для воинского звания генерал-майор: погоны, петлицы, пуговицы и так далее. Знаки различия: две (серебряные) звезды на погонах, расположенные перпендикулярно нижнему краю погона.

Знаки различия СВ, ВВС и МП ВС США.
Погон ВВС ВС США.
Нарукавный знак.
Должностной (Ранговый) флаг.

## Персоналии

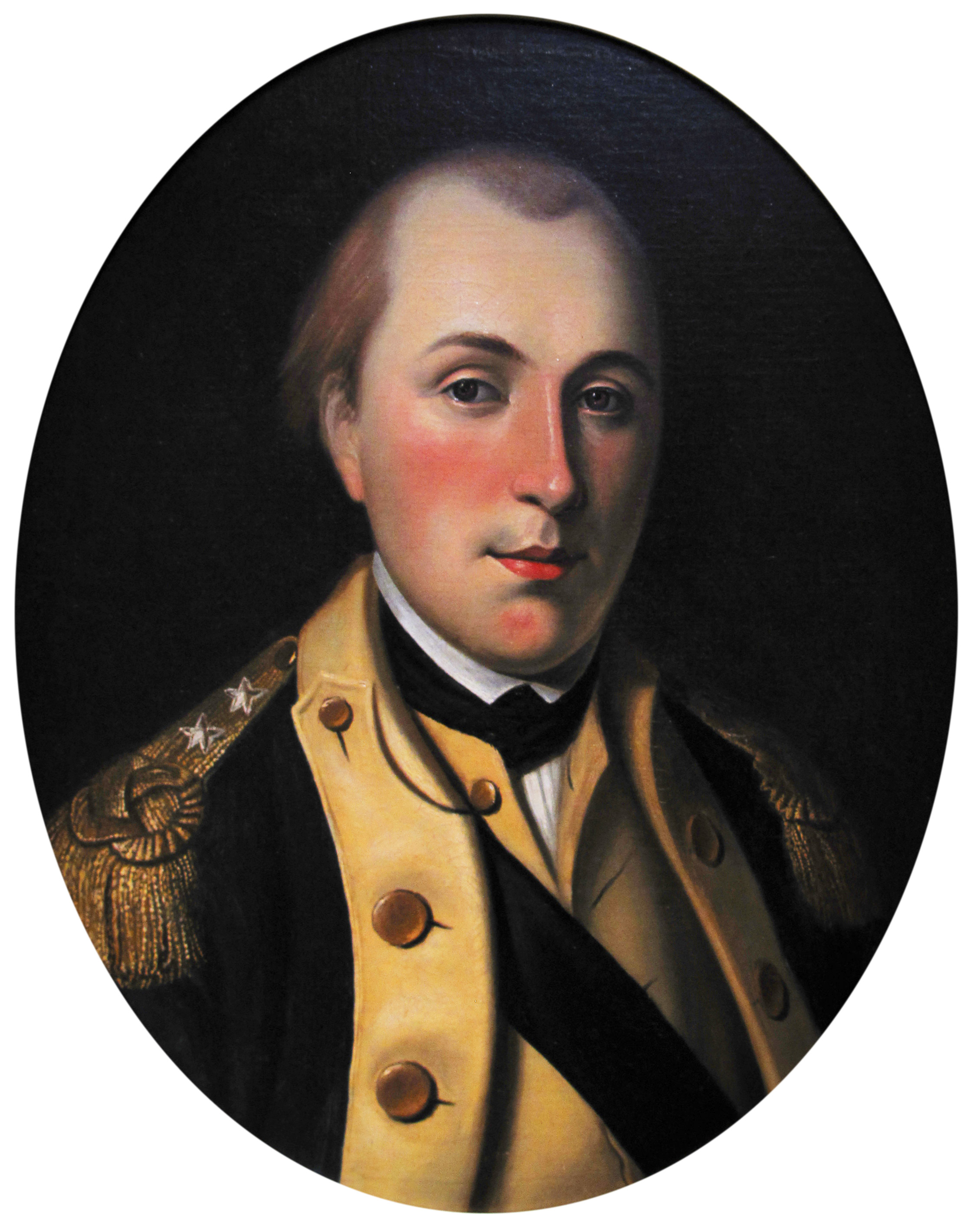
Генерал-майор Жильбер Лафайет, 1777 год.

Звание было присвоено:
- Жильберу Лафайету
- Скотту Уинфилду